# I conquistatori dei sette mari
I conquistatori dei sette mari (The Fighting Seabees) è un film del 1944 diretto da Edward Ludwig.
È un film drammatico di guerra statunitense a sfondo propagandistico con John Wayne, Susan Hayward e Dennis O'Keefe. Ottenne una candidatura ai premi Oscar nella categoria migliore colonna sonora (a Walter Scharf e Roy Webb). È incentrato sulle vicende dei cosiddetti Seabees, i componenti del battaglione del genio civile della marina statunitense attivi durante la seconda guerra mondiale.

## Produzione
Il film, diretto da Edward Ludwig su una sceneggiatura di Borden Chase e Æneas MacKenzie e, non accreditati, Ethel Hill e Dale Van Every con il soggetto dello stesso Chase, fu prodotto da Albert J. Cohen per la Republic Pictures e girato nei Republic Studios a Hollywood, a Port Hueneme, nel Camp Pendleton Marine Corps Base a Oceanside, nell'Iverson Ranch a Los Angeles e a San Diego in California (le scene della parata militare furono girate al Camp Endicott, Rhode Island). Il titolo di lavorazione fu Donovan's Army.

## Distribuzione
Il film fu distribuito con il titolo The Fighting Seabees negli Stati Uniti dal 27 gennaio 1944 (première a Los Angeles) al cinema dalla Republic Pictures. Circa 500 copie del film furono distribuite in altri accampamenti militari statunitensi sparsi per il mondo.
Alcune delle uscite internazionali sono state:
- negli Stati Uniti il 27 gennaio 1944
- nel Regno Unito il 10 luglio 1944
- in Svezia il 20 novembre 1944 (Stilla havets hjältar)
- in Portogallo il 9 dicembre 1944 (O Batalhão Suicida)
- negli Stati Uniti il 1º agosto 1948 (riedizione)
- in Finlandia il 4 febbraio 1949 (Tyynenmeren sankarit)
- in Danimarca il 20 marzo 1950
- in Germania Ovest il 27 aprile 1954 (Alarm im Pazifik)
- in Austria nell'agosto del 1954 (Alarm im Pazifik)
- in Giappone il 17 novembre 1959
- in Danimarca il 20 maggio 1963 (riedizione),
- in Belgio (Alerte aux marines, Alarm bij de mariniers e Ceux du Pacifique)
- in Francia (Alerte aux marines)
- in Spagna (Batallón de construcción)
- in Australia (Fighting Seabees)
- in Grecia (Flogismena nisia)
- in Italia (I conquistatori dei sette mari)

## Critica
Secondo il Morandini "a una rilettura odierna, col senno di poi, è meglio di quel che sembra".
Secondo Cesare Zavattini il film è una "modesta produzione" che si regge essenzialmente sul carisma di John Wayne, "ostinato e poi coraggioso animatore della vicenda".

## Promozione
Le tagline sono:
- "ROMANCE OF THE SEVEN SEAS!".
- "The thrilling story of America's supermen!".
- "HARD-MUSCLED! SOFT-HEARTED! ".